# Лещенки (Харківський район)
Ле́щенки —  село в Україні, у Дергачівській міській громаді Харківського району Харківської області. Населення становить 223 осіб. До 2020 орган місцевого самоврядування — Безруківська сільська рада.

## Географія
Село Лещенки знаходиться в балці Мендалька, за 2 км від річки Лопань (правий берег), на відстані 1 км розташоване село Безруки, через село проходить залізниця, за 1 км - станція Безруківка, по селу протікає пересихаючий струмок.

## Історія
12 червня 2020 року, розпорядженням Кабінету Міністрів України № 725-р «Про визначення адміністративних центрів та затвердження територій територіальних громад Харківської області», увійшло до складу Дергачівської міської громади.
19 липня 2020 року, в результаті адміністративно-територіальної реформи та ліквідації Дергачівського району, село увійшло до складу Харківського району.